# Mikrosakkade
Der Begriff Mikrosakkade bezeichnet eine schnelle, ruckartige Blickzielbewegung des Auges mit einer sehr kleinen Amplitude zwischen 3 und 50 Winkelminuten. Die Maximalgeschwindigkeit der Bewegung ist dabei linear von der zurückgelegten Strecke abhängig und beträgt etwa 8 Grad/s bei einer Amplitude von 5 Winkelminuten, 80 Grad/s bei einer Amplitude von 50 Winkelminuten. Mikrosakkaden sind neben den langsamen Drifts und dem Mikrotremor Teil der sogenannten Mikrobewegungen, die zu den Augenbewegungen gezählt werden. Sie dienen der regelmäßigen Neuausrichtung der Blicklinien auf einen Fixationspunkt, von dem sie mittels Driftbewegungen stetig abweichen, um keine Lokaladaption auszulösen. Demgegenüber sind Sakkaden willkürliche, langsamere Blickbewegungen zur Fixationsaufnahme eines Objekts.
Mikrosakkaden treten üblicherweise 1 bis 3 Mal pro Sekunde auf, ihre Rate variiert aber stark zwischen Personen. Bei naiven Versuchspersonen liegt ihre Amplitude meist unter 30 Bogenminuten (typischerweise < 15 arcmin. Dieser Winkel entspricht ca. 80 µm oder ≈ 40 Photorezeptoren Verschiebung auf der Netzhaut). Derzeit wird davon ausgegangen, dass der Generierung von Mikrosakkaden und Sakkaden ähnliche Prozesse und gemeinsame neuronale Strukturen zugrunde liegen.

## Physiologische Bedeutung
Die Rezeptoren der Netzhaut reagieren hauptsächlich auf Änderungen der Lichtverhältnisse. Ein gleichbleibender Lichtreiz führt zum Verlust der Sehkraft durch die Rezeptorermüdung mit dem Ergebnis des Eindrucks des Eigengrau (Lokaladaption). Bei fixiertem Kopf und Lähmung der Augenmuskeln kommt es zu einer vorübergehenden Erblindung. Mikrobewegungen des Auges verschieben ständig das auf die Netzhaut einfallende Licht auf verschiedene Rezeptoren und ermöglichen damit das Sehen. Mikrosakkaden scheinen hierbei vor allem für das periphere Sehen (Sehen im Augenwinkel) eine Rolle zu spielen, da die rezeptiven Felder der retinalen Zellen dort zu groß sind, um Reizveränderungen aufgrund anderer Mikrobewegungen zu erreichen.